# مقتل بولي كلاس
بولي هانا كلاس بالإنجليزية (Polly Hannah Klass) ( يناير 3، 1981 - أكتوبر 1، 1993 ) قتيلة وقعت ضحية لمجرم أمريكي، حازت قضية بولي كلاس على اهتمام وطني عالي. في سن الثانية عشرة، اختطفت بولي كلاس من منزل والدتها تحت تهديد السكين خلال حفل مبيت في بيتالوما، كاليفورنيا. لاحقاً، أدين الأمريكي ريتشارد ألن دافيس في عملية اغتيالها، وتم الحكم عليه بالإعدام في عام 1996 